# Pluzunet
Pluzunet település Franciaországban, Côtes-d’Armor megyében. Lakosainak száma 984 fő (2022. január 1.). Pluzunet Bégard, Cavan, Louargat, Ploubezre, Prat, Tonquédec, Trégrom és Le Vieux-Marché községekkel határos.

## Népesség
A település népességének változása:
| Lakosok száma | 1149 | 1036 | 1021 | 1009 | 1015 | 1015 | 984  | 966  | 959  | 984  |
|               | 1968 | 1982 | 1990 | 2006 | 2013 | 2015 | 2017 | 2019 | 2020 | 2022 |